# Скоростной вагон-лаборатория
Скоростной вагон-лаборатория — экспериментальный самоходный аэровагон на реактивной тяге, представлявший собой доработанный головной моторный вагон электропоезда ЭР22 с изменённой для улучшения аэродинамических свойств головной частью и установленными на крыше турбореактивными двигателями АИ-25, применявшимися на пассажирском самолёте Як-40. Создан на Калининском вагоностроительном заводе (КВЗ) в 1970 году.
Предназначен для проведения исследований, связанных с изучением поведения системы «колесо — рельс» в высокоскоростном движении. В разработках принимали участие сотрудники Всесоюзного научно-исследовательского института вагоностроения (ВНИИВ) и КБ Яковлева. Для уменьшения сопротивления воздуха на вагон устанавливались обтекатели (головной и хвостовой), также закрывалось подвагонное оборудование и автосцепка.
Максимальная достигнутая на испытаниях скорость — около 250 км/ч.
После окончания испытаний единственный экземпляр СВЛ был брошен на территории КВЗ (фото). Позже из передней части вагона сделали стелу около проходной завода, переименованного к тому времени в Тверской вагоностроительный завод (ТВЗ).

## История

### Предыдущие аэровагоны

#### СССР
В 1920 году в СССР водитель ЧК города Тамбова Валериан Абаковский построил разработанный им же аэровагон. На испытаниях летом того же года машина развила скорость 140 км/ч. В июле 1921 года аэровагон решили продемонстрировать в действии при доставке делегации участников конгресса Коминтерна в Тулу. На обратном пути в районе Серпухова на скорости около 80 км/ч вагон сошёл с рельсов. Из 22 человек, находившихся на борту, погибли семеро, в том числе сам Абаковский в возрасте 25 лет.

#### Германия
21 июня 1931 года немецкий аэровагон, получивший наименование «Рельсовый цеппелин», прошёл дистанцию в 257 км между Гамбургом и Берлином за 98 минут. В историю он вошёл благодаря установленному им в то время мировому рекорду скорости на рельсах (средняя скорость в том заезде составила 230,2 км/ч). Его создала группа из и 38 человек (рабочих и инженеров) на предприятии в Ганновере. Длина составила около 25 м, масса — около 20 т, вместимость — до 40 пассажиров. Двигатель BMW VI развивал мощность 600 л.с., разгоняя вагон до скорости более 200 км/ч.

#### США
Наиболее близким к советскому СВЛ оказался созданный несколькими годами ранее американский аэровагон M-497, также известный под наименованием «Black Beetle» (с англ. — «Чёрный Жук»). Летом 1966 года руководство одного из крупнейших железнодорожных перевозчиков США — компании New York Central — поставило перед своим техническим центром в Кливленде (штат Огайо) задачу создания передвижной лаборатории для анализа возможности организации высокоскоростного сообщения на её линиях. Руководителем проекта был назначен Дон Ветцель. В качестве основы для создания M-497 была взята дизельная автомотриса Budd RDC3, эксплуатировавшаяся 13 лет в компании Eastern. Для тяги решили применить два частично выработавших ресурс двигателя J47-19 компании General Electric, предназначавшиеся для бомбардировщика B-36D (отличавшегося от базовой версии B-36 установкой двух пар таких двигателей в дополнение к шести поршневым). Причём изначально двигатели планировалось установить в хвосте вагона, однако жена Ветцеля убедила его, что при установке их спереди над крышей M-497 будет выглядеть лучше. При этом рама и тележки вагона значительных изменений не претерпели. Из салона убрали пассажирские сиденья и оборудовали лабораторию с несколькими десятками приборов.
В качестве испытательного полигона была выбрана достаточно прямая и длинная линия Батлер — Страйкер между штатами Огайо и Индиана. 23 июля 1966 года, после первого недельного этапа испытаний, вагон был разогнан до скорости 295,81 км/ч, что являлось абсолютным рекордом скорости для железных дорог США по крайней мере до 2009 года.
В результате экспериментов была доказана возможность высокоскоростного движения поездов по прямым участкам с обычными путями в США, и далее испытания были прекращены; данных о применении этих результатов на практике не обнаружено. Вагон был переоборудован обратно в автомотрису, возвращён прежнему владельцу и использовался на пассажирских перевозках до 1984 года; дальнейшая его судьба неизвестна.

### Создание СВЛ
Идея создания опытного вагона-лаборатории для отработки конструкции тележки и изучения взаимодействия в паре «колесо — рельс»  на скоростях движения выше 160 км/ч появилась в СССР после того, как было выдано задание на проектирование отечественного электропоезда с конструкционной скоростью 200 км/ч. Чтобы избавиться от искажений, вносимых ведущими колёсными парами, предполагалось разработать такой вид привода, чтобы ни одна из тележек не была обмоторена. Теоретически можно было разгонять вагоны скоростными локомотивами, однако МПС СССР не располагало в то время такой техникой (наиболее быстрым локомотивом здесь считался электровоз ЧС2М — вариант электровоза ЧС2 с конструкционной скоростью 180 км/ч, водивший экспрессы между Москвой и Ленинградом).
Аналогично тому, как в 60-х годах в США прошёл опытную эксплуатацию вагон с реактивной тягой M-497, в СССР также решено было построить вагон с реактивными двигателями, проектирование которого было начато по заданию Госкомитета по науке и технике.
В качестве базы для создания СВЛ было решено задействовать кузов моторного головного вагона электропоезда ЭР22, длина кузова которого (24,5 м) была больше, чем у вагонов распространённых моделей электропоездов. В итоге кузов взяли от так и не построенного состава ЭР22-67 (производство ЭР22 было завершено после постройки ЭР22-66). Тележки нового типа, использованные в конструкции СВЛ, созданы специалистами КВЗ и ВНИИВ на основе немоторных тележек вагонов того же ЭР22. Они имели пневматическую подвеску, а также дисковые тормоза с двойным приводом – электропневматическим и пневматическим. Особое внимание уделялось стояночному тормозу. Он должен был надёжно удерживать вагон на месте при пуске двигателей, быстро набиравших тягу.
Для улучшения аэродинамических свойств спереди и сзади вагона установили обтекатели, причём передний обтекатель навесили поверх штатной конструкции, и стёкла кабины получились двойные. Ходовую часть закрыли панелями. По словам главного испытателя СВЛ С.Н. Чижова, в ходе работ в аэродинамической трубе Центрального аэрогидродинамического института продули 15 разных макетов вагона. Коэффициент аэродинамического сопротивления (Cx) снизился до 0,252 (приблизительно соответствует Cx спортивных автомобилей, рассчитаных на скорости 250 км/ч и более). Защита от горячих газов двигателей обеспечивалась установленным на крыше специальным экраном.
В качестве силовых установок изначально планировали использовать первые советские турбореактивные двигатели РД-45 (от истребителя МиГ-15), однако, ввиду большой массы (по 900 кг каждый) перешли к двухконтурным двигателям АИ-25 (менее 400 кг на один двигатель). Это были более современные двигатели, применявшиеся на новейшем в то время самолёте Як-40. Участие в создании силовой установки для СВЛ и монтаже при сборке вагона-лаборатории в цехе опытных изделий КВЗ принимал Московский машиностроительный завод «Скорость» (как тогда называлось ОАО «ОКБ имени А. С. Яковлева»).
Во втором салоне вагона была установлена дизель-генераторная установка для освещения и отопления, а также питания оборудования, в том числе компрессора пневмопривода тормозов.
В процессе постройки вагон был окрашен так же, как и вагоны ЭР22, — красный низ и кремовый верх. Затем был перекрашен в сочетание голубого и серого цветов.
Вагон был готов 20 октября 1970 года. В итоге длина вагона составила 28 м, масса — 59,4 т (из которых около 6 т приходилось на запас керосина), запас хода по топливу — около 1000 км, сила тяги 2×15 = 30 кН.

### Испытания
В 1970 году началась обкатка вагона, которая проходила на заводских путях. Из-за ограниченной длины (несколько сотен метров) сильно разгонять СВЛ было нельзя, однако этого было достаточно, чтобы оценить динамику. Выяснилось, что за 10—15 секунд вагон набирал скорость в 50 км/ч. Испытания (как обкатка, так и скоростные испытания) шли под управлением машиниста Михаила Непряева и авиамеханика Алексея Лозова.
После окончания обкатки в ноябре 1970 года вагон был выведен на подъездные пути, прилегающие к станции Калинин. В 1971 году проводились испытания на линии Голутвин — Озёры, где удалось достичь скорости 187 км/ч. Развить большую скорость не позволяли присутствующие на этом перегоне криволинейные участки, поэтому скоростные испытания СВЛ проходили на магистральном участке железнодорожного пути между станциями Днепродзержинск и Новомосковск Приднепровской железной дороги. В феврале 1972 года здесь была достигнута рекордная для железных дорог колеи 1520 мм скорость — 249 км/ч (по другим данным — 274 км/ч), при расчётной скорости СВЛ 250 км/ч.
Программа была выполнена полностью к 1975 году. Полученные результаты были использованы для создания скоростных пассажирских вагонов «Русская тройка» (РТ200) и моторвагонного электропоезда ЭР200. По словам директора ВНИИВ Георгия Алексеевича Казанцева, опыты с СВЛ показали, что скоростные поезда могут сохранять устойчивость на скоростях до 360 км/ч. Для проверки методов исследования устойчивости движения рельсовых экипажей, разработанных на основе теории академика В. А. Лазаряна, была проведена серия уникальных экспериментов, для которых конструкция ходовой части СВЛ была изменена таким образом, что критическая скорость СВЛ должна была снизиться и составить по расчётам 155—165 км/ч. Для этого был изменён профиль поверхности катания колёс с рабочим уклоном 1:10 вместо 1:20. Кроме того, было уменьшено сопротивление поворотам тележек относительно кузова при вилянии. Таким образом, стало возможно практическое наблюдение резонансных колебаний конструкции ходовой части СВЛ в диапазоне скоростей ниже конструктивной скорости 250 км/ч.

### Дальнейшая судьба
По завершении испытаний вагон стоял без дела на станции Дорошиха, где постепенно приходил в негодность для передвижения. В конце 1990-х годов рассматривался вариант передачи СВЛ в один из музеев железнодорожной техники Санкт-Петербурга, но его состояние ухудшилось настолько, что так и не удалось решить вопрос перегонки вагона.
В 2008 году нос вагона с реактивными двигателями был отрезан, покрашен и установлен как памятная стела в честь 110-летия Тверского (бывшего Калининского) вагоностроительного завода.
Что касается идеи применения реактивной тяги для реальных пассажирских и грузовых перевозок (некоторые инженеры надеялись на реализацию такой возможности), то от неё в итоге было решено отказаться. Для этого было несколько причин.
Во-первых, классические моторвагонные  электропоезда стали развивать скорости, вполне подходящие для нужд высокоскоростных магистралей (в СССР тот же ЭР200). Во-вторых, возникает необходимость специальной доработки путей. Во избежание сдувания гравия и пыли путь должен быть полностью забетонирован. В-третьих, по аналогии с авиационным транспортом, посадочные терминалы пришлось бы строить в значительной удалённости от жилых кварталов из-за наличия ряда вредных воздействующих факторов (например, высокого уровня шума двигателей), то есть создавать для них новые пути и вокзалы, перемещаясь между ними и жилой зоной на автотранспорте или пригородных поездах.

## Культурные аспекты
Кадры с движущимся СВЛ были использованы в художественном фильме «Хочу быть министром» (Мосфильм, 1977 г.).